# ورنچانی (چاچاک)
ورنچانی (به صربی: Vrnčani) یک منطقهٔ مسکونی در صربستان است که در چاچاک واقع شده‌است. ورنچانی ۲۷۹ نفر جمعیت دارد.